# آرکتیک لومیاک لاین
آرکتیک لومیاک لاین (انگلیسی: Arctic Umiaq Line) شرکت کشتیرانی گرینلندی است، که در سال ۲۰۰۶ تأسیس شد.